# Gosposvetsko polje
Gosposvetsko polje (njem. Zollfeld), dolina rijeke Glan u austrijskoj Koruškoj (Kärnten), koja se nalazi na visini između 450 i 500 metara, sjeverno od Klagenfurta (sloven. Celovec).
Na tom području nalazilo se središte srednjovjekovne Kneževine Karantanije i kasnijeg Karantanskog Vojvodstva. Tu se održavao obred ustoličenja karantanskih knezova i vojvoda, uz korištenje Kneževog kamena i Kneževog prijestolja, a obred je bio u upotrebi sve do 1414. godine, u vrijeme kada je Karantanija već stoljećima bila pod njemačkom vlašću.

## Vanjske poveznice
- Gosposvetsko polje - Hrvatska enciklopedija